# Старокрымское водохранилище (Крым)
Старокрымское водохранилище (укр. Старокримське водосховище, крымскотат. Eski Qırım yapma gölü, Эски Къырым япма голю) — искусственный водоём в бассейне реки Чурюк-Су.
Расположено в Крымских прегорьях на высоте 220 м над уровнем моря. Помимо Чурюк-Су, его питают также река Монастырская и воды, поступающие по Бакаташской балке.

## Описание
В 1957 году русло реки Монастырской в месте впадения в Чурюк-Су, немного восточнее города Старый Крым, было перекрыто плотиной 507 метровой длины, высотой 24,65 м. Максимальный объём нового водохранилища составил 3,15 млн м³; длина его береговой линии составляет 3,7 км; площадь водного зеркала — 0,43 км².
Из-за маловодности Чурюк-Су и быстрого роста населения во второй половине XX века, реальный объём воды в водохранилище в летнее время составлял лишь 23-25 % от максимального, и это при том что, начиная с мая, ежесуточно пять насосных станций закачивали в него 12 тыс. кубометров днепровской воды из участка Северо-Крымского канала, расположенного на расстоянии 32 километров. В 1977—1981 водохранилище было реконструировано СМУ-91 под управлением «Крымканалстрой». Плотина водохранилища нуждается в постоянном наблюдении из-за опасности селей.
Общая высота подъёма пяти насосных станций составляет 250 м, что требовало больших затрат на электроэнергию.
В ноябре 2021 года наполнение составляло 0,23 млн м³. Рассматривался вопрос о восстановлении системы подачи воды из Северо-Крымского канала, наполняемого из подземных водозаборов.